# Brachyurophis incinctus
Brachyurophis incinctus är en ormart som beskrevs av Storr 1968. Brachyurophis incinctus ingår i släktet Brachyurophis och familjen giftsnokar och underfamiljen havsormar. Inga underarter finns listade i Catalogue of Life.
Denna orm förekommer i Australien i Queensland och Northern Territory. Habitatet varierar mellan öknar, gräsmarker och buskskogar med buskar av släktena Triodia och Acacia. Honor lägger ägg.
För beståndet är inga hot kända. Hela populationen antas vara stor. IUCN kategoriserar arten globalt som livskraftig.